# Vladimir Bayramov
Wladimir Karajaýewiç Baýramow (Russo: Владимир Караджаевич Байрамов) (Asgabate, 2 de agosto de 1980) é um ex-futebolista turcomeno que atuava como atacante.

## Biografia
Vladimir nasceu em Ashgabate e começou a jogar futebol com 8 anos de idade sob Sergey Kazankov. Ele estudou para ser treinador no Instituto de Esportes e Turismo do Turquemenistão.
Em 2001, ele se casou com Jemma, uma bancária.
Seu irmão mais novo, Nazar Bayramov, é um jogador de futebol profissional.

## Carreira
Ele se juntou ao FC Terek Grozny no final da temporada de 2003. A estréia foi em uma partida com o FC Baltika Kaliningrado, em substituição no segundo tempo. O FC Terek venceu por 1-0. Para o clube, Bayramov realizou 20 partidas oficiais no Campeonato da Rússia, marcando 8 gols. Como parte do FC Terek Grozny venceu a Copa da Rússia 2003/2004.
Em dezembro de 2007, Bayramov assinou um contrato de longo prazo (3 anos) do clube Khimki da região de Moscou. Para o clube, Bayramov jogo 15 partidas oficiais no Campeonato da Rússia e não marcou nenhum gol.
No inverno de 2009, o Tobyl Futbol Kluby anunciou oficialmente que Vladimir Bayramov se juntou ao clube em empréstimo. Em 2009, Bayramov foi o melhor goleador do Cazaquistão, marcando 20 gols em uma temporada. Em dezembro de 2009, tornou-se um agente livre e deixou o Khimki FC.
Em 2011 mudou-se para o FC Kairat. Em julho de 2011, estava em exibição no FC Khimki.
Desde 2012, jogou para o clube turco-turco FK Ahal.

Em 2013 passou a  jogar para o Balkan FC, tendo, nesse mesmo ano, vencido a Copa do Presidente AFC 2013 na Malásia. 